# Karine Haaland
Karine Haaland (ur. 29 sierpnia 1966 w Bergen) – norweska karykaturzystka, animatorka, ilustratorka, znana z komiksu Piray.

## Życiorys
Haaland zadebiutowała w gazecie uniwersyteckiej Universitas w 1995 roku, jednak przełom nastąpił, kiedy została zatrudniona w norweskim piśmie Larsons Gale Verden, promującym komiksy Gary’ego Larsona. Jej prace były rozpowszechniane od tego czasu w kilku pismach i gazetach, najczęściej Dagbladet, Dagsavisen i Bergens Tidende, mimo że ostatni tytuł zasłynął z tego, że zwolnił Haaland po aferze związanej z cenzurą. Komiksy zawierające jej prace dobrze sprzedają się w Norwegii i ukazują się w licznych wydaniach.
Przez wiele lat seria Halland nie miała tytułu, a bohaterowie nie mieli imion. Z czasem jednak bohaterowie otrzymali imiona, jak Louïs, który pojawiał się w 1996 roku, Lolito w 1997, Melis w 1999, a Soto i Simson w 2003 roku. W 2005 roku komiks w końcu otrzymał tytuł Piray. Po długiej współpracy z Larsons Gale Verden, Haaland zmieniła wydawcę i obecnie jej prace są publikowane przez miesięczniki poświęcone Erniemu Bud Grace i Pondusowi Frode Øverli.

## Częściowa bibliografia
- Våre venner menneskene (Our Friends the Human Beings, 1999, Schibsted, ISBN 82-509-4216-7)
- Streng, men urettferdig (Strict but Unfair, 2002, Schibsted, ISBN 82-516-1964-5)
- Hva menn vil vite om damer –og hva damer vil vite om menn (What Men Want to Know About Women -and What Women Want to Know About Men, 2004, Gyldendal, ISBN 82-05-33198-7)
- Baller av stål, hjerte av gull (Balls of Steel, Heart of Gold, 2005, Egmont, ISBN 82-429-2694-8)
- Piray -10 år med tullingene (Piray -10 Years with the Fools, 2006, Egmont, ISBN 82-429-2993-9)